# Sepehr
Sepehr (persisch سپهر ‚Himmel‘) ist das Überhorizontradar (OTH) des Iran. Betrieben wird es von den Luftstreitkräften der Iranischen Revolutionsgarde. Das System ging 2013 in Betrieb. Der genaue Standort ist geheim. Ein ähnliches System wurde nahe Ahwaz errichtet.
Öffentlich ist wenig über die Anlage bekannt. Sie soll eine Reichweite von 2500 km haben und 2013 in Betrieb gegangen sein. Das System soll 3D-Abbildungen ermöglichen. Messungen ergaben, dass keine FMCW-Modulation verwendet wird, sondern ein breites pulsierendes Signal. Die Bandbreite des belegten Signals variiert deshalb extrem von 60 kHz bis über 1 MHz. Das Signal wird im Bereich um 28 MHz (10-m-Band) ausgestrahlt.
Einzelne Quellen behaupten, das System könne amerikanische Tarnkappenbomber (Stealth) detektieren. Ballistische Raketen, die auf den Iran abgefeuert werden, sollen mit dem System frühzeitig erkannt werden können.